# Lázár Mészáros
Lázár Mészáros (Baja, 20 febbraio 1796 – Eywood, 16 novembre 1858) è stato un generale ungherese.
Colonnello dell'impero austro-ungarico, nel 1848 ai aggregò ai rivoluzionari ungheresi e fu nominato ministro della guerra e capo della guardia nazionale rivoluzionaria. Assurto alla carica di capo di Stato Maggiore, fu costretto ad emigrare nel Regno Unito dopo la resa di Világos.

## Biografia
Nato in una famiglia di nobili proprietari terrieri, i suoi genitori morirono quando egli aveva appena quattro anni e visse perciò cresciuto da altri parenti. Dopo aver frequentato le scuole a Baja, Szabadka (attuale Subotica), Pest e Pécs, Mészáros abbandono gli studi di legge che stava intraprendendo per aderire alla carriera militare.

### La carriera militare
Nel 1813 divenne tenente nel reggimento di cavalleria di stanza nella contea di Bács. Prese parte alle guerre napoleoniche e divenne ufficiale del 7º reggimento degli ussari dal 1816 al 1837, passando poi al 5º reggimento ussari col quale trascorse in Italia 18 anni. Il Feldmaresciallo Radetzky notò in questo periodo il suo talento come ufficiale e, proprio su suo suggerimento, egli venne promosso al grado di colonnello (1845), ricoprendo l'incarico di comandante del suo reggimento.
Personalmente, Lázár Mészáros era molto colto: parlava sette lingue, si dimostrava pronto in diverse materie militari, si interessava di economia e società. Nel 1837 iniziò una corrispondenza postale con István Széchenyi e venne prescelto ad essere eletto membro della Magyar Tudós Társaság (Accademia di Scienze d'Ungheria), alla quale intervenne portando il tema "Le forze armate nelle società borghesi moderne".

### Il Ministero della Guerra
Su suggerimento di Lajos Kossuth, Lajos Batthyány nominò Mészáros al ruolo di Ministro della Guerra nel primo governo responsabile ungherese (22 marzo 1848). Egli ottenne il proprio incarico facendo ritorno dall'Italia il 23 maggio di quell'anno. Qualche tempo dopo divenne maggiore generale dell'esercito imperiale e comandante delle truppe di stanza nel territorio ungherese.
Come ministro della guerra si può dire che Lázár Mészáros sia stato il fondatore intellettuale dell'esercito di difesa ungherese. Nel luglio del 1848, divenne delegato parlamentare per la sua città natale, Baja.
Dalla fine di agosto, Mészáros decise di prendere personalmente il controllo dell'armata meridionale. Attraversò la Vajdaság (la Vojvodina serba). Il 30 settembre fece ritorno nella capitale. Mészáros fu l'unico membro del governo di Batthyány a non dare mai le dimissioni. Egli divenne membro della Commissione per la Difesa Territoriale come ministro della guerra. Il 13 dicembre, prese il comando dell'armata settentrionale composta da 10.000 uomini. Il 19 gennaio 1849, venne licenziato dal suo comando, ma mantenne il suo posto come ministro sino alla dichiarazione dello status d'indipendenza. Il 26 luglio, Mészáros si dimise da tutte le restanti sue funzioni militari perché si trovò in disaccordo con Mór Perczel. Dopo la Battaglia di Temesvár (in rumeno Timișoara), ed il fallimento della guerra d'indipendenza, egli decise di lasciare l'Ungheria il 14 agosto 1849 per la Turchia.

### L'esilio
Nel maggio del 1851, egli lasciò la Turchia. Decise di insediarsi dapprima in Francia, che però si risolse ad abbandonare dopo il colpo di stato di Napoleone III nel dicembre di quello stesso anno. Egli si recò dunque nell'Isola di Jersey. Nell'estate del 1853, si spostò negli Stati Uniti, ove tentò di aprire un'azienda agricola in Iowa, e in seguito si stabilì a Flushing, nella città di New York. Nell'ottobre del 1858, poco tempo prima della sua morte, fece ritorno in Inghilterra.

### Le ultime volontà
Nel suo testamento, egli chiese che le sue spoglie non fossero riportate in Ungheria "sino a quando l'ultimo soldato straniero non l'avesse lasciata". Egli venne pertanto risepolto a Baja 133 anni dopo la sua morte, il 15 marzo 1991. L'ultimo soldato sovietico, che gli ungheresi vedevano come il successore dell'esercito imperiale russo che a suo tempo aveva contribuito a schiacciare la rivoluzione del 1848, aveva infatti lasciato l'Ungheria appena alcuni mesi prima.
Nella prima sepoltura che gli venne data a Titley, in Inghilterra, figurava la seguente iscrizione:

Alla memoria del 
Generale Lázár Mészáros 
Ministro della guerra 
e Comandante in Capo 
dell'Esercito Ungherese nel 1848–1849. 
Nato a Baja nella contea 
di Bács nel 1796 e morto a Eywood 
il 6 novembre 1858 nel 63º anno 
della sua vita e nel 10° del suo esilio. 
Questa pietra è incisa 
dagli amici che lo circondano 
J. E. H. Lady Langdale 
Mészáros Lázár Tábornoknak, 
A jó Hazafinak, 
A vitéz Katonának 
A nemes Barátnak 

(L'ultima frase, in ungherese, significa: al generale Lázár Mészáros, buon patriota, valente soldato, nobile amico.)